# 정지훈 (축구 선수)
정지훈(2004년 4월 9일 ~ )는 대한민국의 축구 선수로, 포지션은 윙어이다. 현재 K리그1 광주 FC 소속이다.